# Eck en Wiel
Eck en Wiel est un village appartenant à la commune néerlandaise de Buren. Le 1er janvier 2007, le village comptait 1 740 habitants.